# Orlando Mollica
Orlando de Magalhães Mollica(Rio de Janeiro, 5 de agosto de 1944 — Rio de Janeiro, 31 de maio de 2014) foi um artista plástico e arquiteto urbanista, conquistou em 1979 um prêmio do Instituto de Arquitetos do Brasil (IAB), na categoria Desenho Ambiental.

## Biografia
Filho de Orlando Mollica e Maria de Lourdes de Magalhães Mollica, estudou o Curso Primário no Colégio Menino Jesus e no Curso Primavera, fez o Ginásio e Científico no Colégio São José, na cidade de Petrópolis. Graduando-se em Arquitetura pela Faculdade de Arquitetura e Urbanismo da Universidade do Brasil, atual Universidade Federal do Rio de Janeiro (UFRJ) em 14 de dezembro de 1969.
Inicialmente mais conhecido por caricaturista e ilustrador, trabalhou entre 1973 e 1987 no Jornal do Brasil, O Globo, O Pasquim, revista Playboy e outras publicações. Ganhou o prêmio Melhor do Ano no Clube de Criação de São Paulo, em 1987.
Doutorado em Comunicação pela ECO-UFRJ e pesquisador especializado em semiologia urbana, foi professor adjunto e coordenador do departamento de Artes da Faculdade de Arquitetura da Universidade Santa Úrsula de 1975 a 2000.
Seus trabalhos correram o mundo em exposições individuais e coletivas, no Brasil e no exterior, inclusive em Beijing, na China, onde em 1995 participou de uma exposição coletiva.
Lecionou desenho e pintura na Escola de Artes Visuais do Parque Lage (EAV) desde 1976.
Destaca-se como profissional de Arquitetura e Urbanismo. Foi autor e executor do projeto dos carros alegóricos da Escola de Samba Estação Primeira de Mangueira intitulado “Pioneiros da Aviação”. Em 1971 foi co-autor do projeto de remodelação da Praça Municipal na cidade de Macaé. Já no escritório do urbanista Lúcio Costa, em 1972 colaborou no Projeto de Urbanização da Praia do Peró, em Cabo Frio. Em 1978 foi autor do projeto de desenho ambiental para o conjunto habitacional Mirante da Taquara, conhecido como Conjunto do Cafundá, em Jacarepaguá e que fora projetado pela MBPP Arquitetos Associados dos arquitetos Sérgio Magalhães, Clóvis Barros, Silvia Pozzanae Ana Lúcia Petrik Magalhães (mais conhecida como Andy Petrik), e construído no final da década de 70 pelo Banco Nacional da Habitação (BNH) e Instituto de Orientacao as Cooperativas Habitacionais/Rio (INOCOOP/RJ).
Em 2012, já como consagrado artista plástico, transferiu do Jardim Botânico o seu atelier para um imóvel antigo e histórico que pertencera à uma das netas do Barão de Mauá, localizado na Rua Santa Alexandrina, 445, no bairro do Rio Comprido, Zona Norte da cidade do Rio de Janeiro.
Entre 1985 e 2005 Molica participou de variadas exposições artísticas, uma das últimas exposições de Mollica foi “Rio Lado B — anotações imprecisas", com pinturas que tentavam recriar o ambiente da Zona Norte do Rio a partir de suas lembranças. No mesmo ano de seu falecimento, como homenagem póstuma, a H. Rocha Galeria de Arte, em Copacabana, realizou a exposição “O Futuro Mandou Lembranças”, com obras de Orlando Mollica. O artista possuía um blog na internet, que ainda esta ativo.